# Martin Boakye
Martin Boakye (* 10. Februar 1995 in Valdagno) ist ein italienisch-ghanaischer Fußballspieler.

## Karriere
Martin Boakye erlernte das Fußballspielen in den italienischen Jugendmannschaften von USD Ponte dei Nori und UCD Solesinese. Im Februar 2016 ging er nach Österreich. Hier schloss er sich in Kitzbühel dem Regionalligisten FC Kitzbühel an. Im Sommer 2016 wechselte er zum ebenfalls in der Regionalliga spielenden VfB Hohenems. Bei dem Verein aus der Vorarlberger Stadt Hohenems stand er eine Spielzeit unter Vertrag. Im Juli 2017 kehrte er für zwei Spielzeiten zum FC Kitzbühel zurück. Ende Juli 2019 nahm ihn der luxemburgische Erstligist Jeunesse Esch unter Vertrag. Für den Verein aus Esch an der Alzette bestritt er 16 Ligaspiele. Hierbei erzielte er acht Treffer. Nach einer Saison wechselte er im August 2020 nach Kroatien. Hier schloss er sich in Koprivnica dem Erstligisten NK Slaven Belupo Koprivnica an. In zehn Ligaspielen schoss er ein Tor. Der FK Andijon, ein usbekischer Erstligist aus Andijon, verpflichtete ihn im Februar 2021. Nach zwölf Ligaspielen wechselte er im Juli 2021 zum Ligakonkurrenten FK Olmaliq. Am 19. Oktober 2023 stand er mit dem Verein aus Olmaliq im usbekischen Pokalfinale. Das Spiel gegen den Erstligisten Nasaf Karschi verlor man mit 1:0. Für den Erstligisten bestritt er 64 Ligaspiele. Die Saison 2024 stand er beim chinesischen Erstligisten Qingdao Hainiu unter Vertrag. Für den Erstligisten aus Qingdao bestritt er 29 Ligaspiele. Im Januar 2025 ging er nach Thailand. Hier unterschrieb er in Buriram einen Vertrag beim Erstligisten Buriram United. Am Ende der Saison 2024/25 feierte er mit Buriram die thailändische Meisterschaft. Im Mai 2025 gewann er mit Buriram die ASEAN Club Championship. Hier konnte man sich gegen den vietnamesischen Vertreter Công An Hà Nội FC in zwei Endspielen durchsetzen. Am 24. Mai 2025 stand er mit Buriram im Finale des FA Cups, das man mit 3:2 gegen den Erstligisten Muangthong United gewann. Eine Woche später stand er mit dem Verein im Finale des Thai League Cup. Hier schlug man im BG Stadium den Erstligisten Lamphun Warriors FC mit 2:0. Nach 15 Ligaspielen wechselte er im August 2025 in die Türkei. Hier schloss er sich in Bolu dem Zweitligisten Boluspor an.

## Erfolge
FK Olmaliq
- Usbekischer Pokalfinalist: 2023

Buriram United
- Thailändischer Meister: 2024/25
- ASEAN Club Championship-Sieger: 2024/25
- Thailändischer Pokalsieger: 2024/25
- Thailändischer Ligapokalsieger: 2024/25